# Jean Karl Vernay

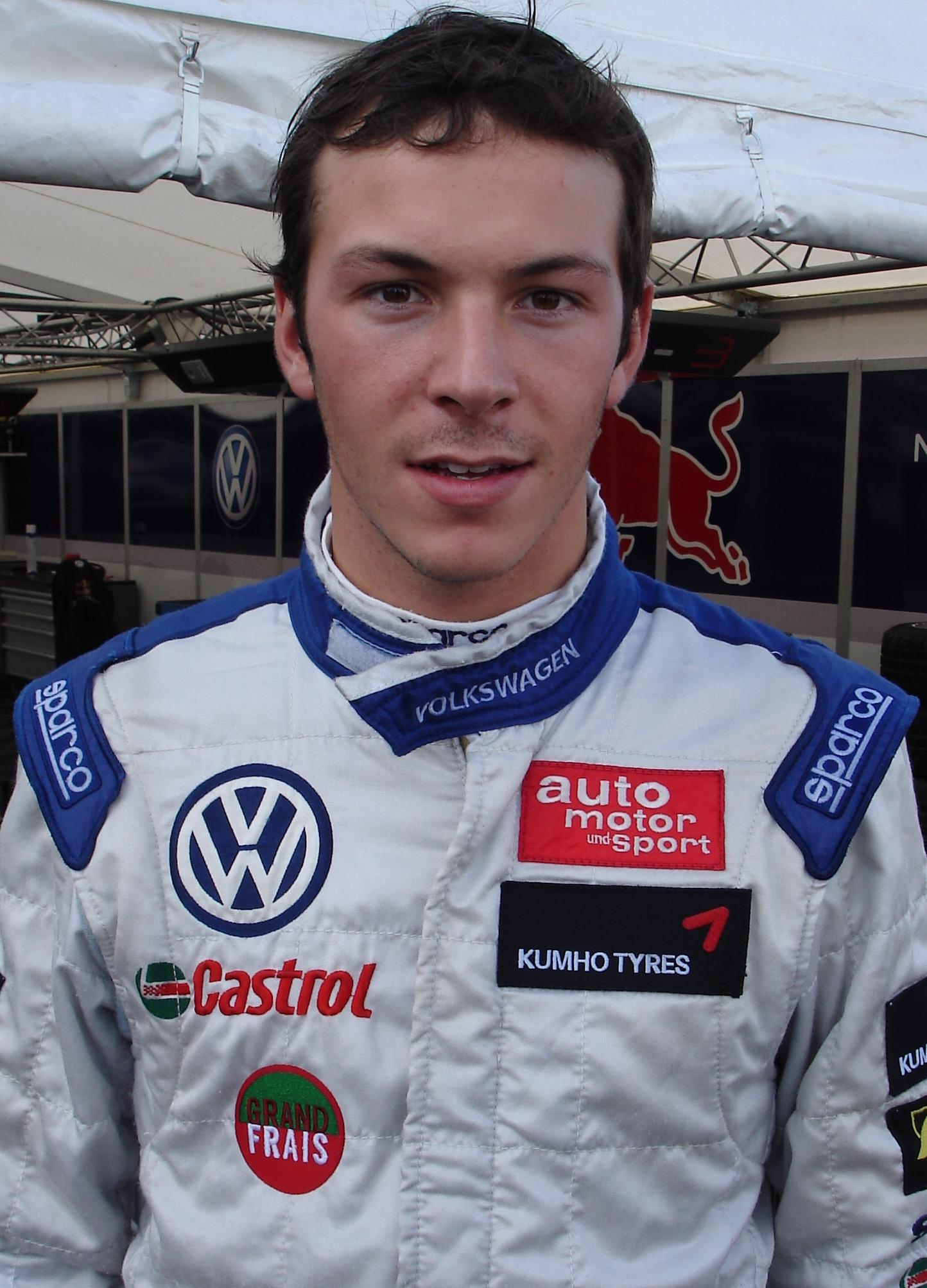
Jean Karl Vernay (2009)

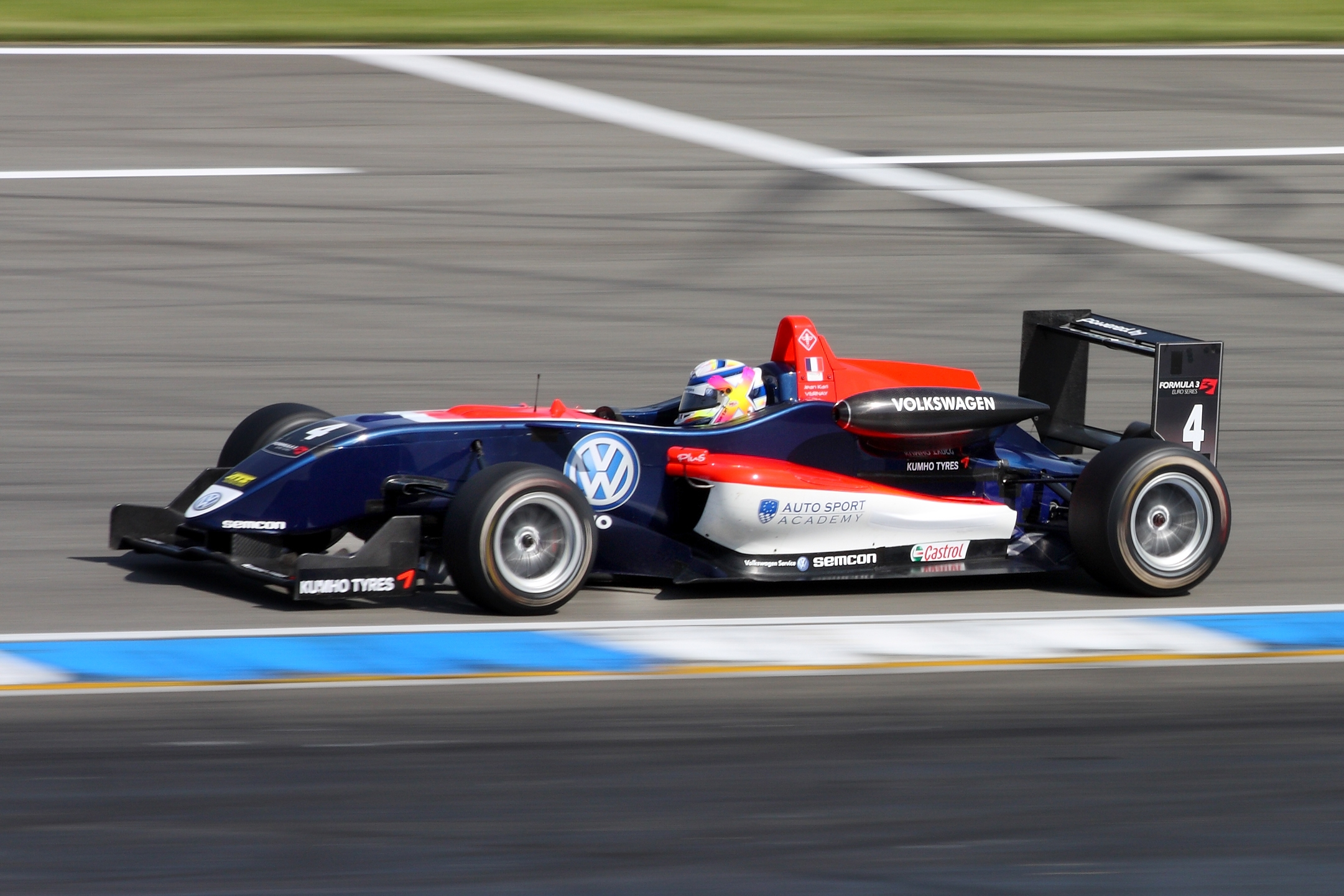
Jean Karl Vernay auf dem Hockenheimring 2009

Jean Karl Vernay (* 31. Oktober 1987 in Villeurbanne) ist ein französischer Rennfahrer. 2010 wurde er Meister der Indy Lights.

## Karriere
2000 begann Vernay seine Karriere im Kartsport. 2005 bestritt er in der französischen Formel Campus seine erste Saison im Formelsport und wurde Meister dieser Serie. 2006 wechselte der junge Franzose in die französische Formel Renault und sicherte sich den Vizemeistertitel. Außerdem nahm er an zwei Rennen des Formel Renault 2.0 Eurocup teil. In der A1GP-Saison 2006/2007 ging er für Frankreich bei einigen Rennen an den Start. 2007 wechselte Vernay in die Formel-3-Euroserie und wurde für Signature-Plus startend Neunter in der Gesamtwertung. Auch in der folgenden Saison war Vernay in der Formel-3-Euroserie aktiv und verbesserte sich in der Gesamtwertung auf Platz acht. 2009 blieb Vernay bei Signature-Plus und bestritt seine dritte Saison in der Formel-3-Euroserie. Nachdem er in den vergangenen zwei Jahren kein Rennen gewonnen hatte, feierte er in dieser Saison zwei Siege. Am Saisonende belegte er den fünften Gesamtrang.
Für die Saison 2010 wechselte Vernay in die Indy Lights zu Sam Schmidt Motorsports. Es gelang ihm sofort den Saisonauftakt in St. Petersburg für sich zu entscheiden. Beim zweiten Rennen in Birmingham gelang es ihm die Pole-Position sowie die schnellste Runde zu erzielen und das Rennen die meisten Runden anzuführen. Diese Kombination gelang ihm im Verlauf der Saison ein weiteres Mal. Insgesamt erzielte Vernay in der Saison 2010 fünf Siege, allesamt auf Rundstrecken. Auf den Ovalkursen waren zwei dritte Plätze seine besten Resultate. Schließlich gewann er die Meisterschaft vor James Hinchcliffe. 2011 fand Vernay kein Cockpit für eine komplette Saison. Er nahm für Pons Racing am zweiten Rennwochenende der Formel Renault 3.5 teil. Darüber hinaus debütierte er in der American Le Mans Series (ALMS) und trat zu einem Rennen in einem LMP2-Auto an. Nach der Saison absolvierte er zudem für BMW Testfahrten in der DTM.

## Statistik

### Karrierestationen
| - 2000–2004: Kartsport - 2005: Französische Formel Campus (Meister) - 2006: Französische Formel Renault (Platz 2) - 2007: Formel-3-Euroserie (Platz 9) | - 2008: Formel-3-Euroserie (Platz 8) - 2009: Formel-3-Euroserie (Platz 5) - 2010: Indy Lights (Meister) - 2011: Formel Renault 3.5 (Platz 32) | - 2011: ALMS, LMP2 - 2012: Porsche Carrera Cup Frankreich (Meister) |

### Le-Mans-Ergebnisse
| Jahr | Team                    | Fahrzeug                  | Teamkollege          | Teamkollege        | Platzierung             | Ausfallgrund |
| ---- | ----------------------- | ------------------------- | -------------------- | ------------------ | ----------------------- | ------------ |
| 2013 | IMSA Performance Matmut | Porsche 997 GT3-RSR       | Raymond Narac        | Christophe Bourret | Rang 25 und Klassensieg |              |
| 2024 | Isotta Fraschini        | Isotta Fraschini Tipo 6-C | Carl Wattana Bennett | Antonio Serravalle | Rang 14                 |              |

### Sebring-Ergebnisse
| Jahr | Team          | Fahrzeug           | Teamkollege | Teamkollege         | Platzierung | Ausfallgrund |
| ---- | ------------- | ------------------ | ----------- | ------------------- | ----------- | ------------ |
| 2012 | Luxury Racing | Ferrari 458 Italia | Jaime Melo  | Frédéric Makowiecki | Ausfall     | Defekt       |

### Einzelergebnisse in der FIA-Langstrecken-Weltmeisterschaft
| Saison | Team             | Rennwagen                 | 1   | 2   | 3   | 4   | 5   | 6   | 7   | 8   |
| ------ | ---------------- | ------------------------- | --- | --- | --- | --- | --- | --- | --- | --- |
| 2013   | IMSA Matmut      | Porsche 997 GT3-RSR       | SIL | SPA | LEM | SAO | AUS | FUJ | SHA | BAH |
| 2013   | IMSA Matmut      | Porsche 997 GT3-RSR       | 26  | 27  | 25  | 17  | 18  | 22  | 19  | 19  |
| 2024   | Isotta Fraschini | Isotta Fraschini Tipo 6-C | KAT | IMO | SPA | LEM | SAO | AUS | FUJ | BAH |
| 2024   | Isotta Fraschini | Isotta Fraschini Tipo 6-C | DNF | 17  | 15  | 14  | DNF |     |     |     |